# Jordi Rubio
Jordi Rubio Gómez (* 1. November 1987 in Andorra la Vella) ist ein andorranischer Fußballspieler.
Gómez spielte von 2006 bis 2008 für den FC Andorra, bevor er zum FC Santa Coloma wechselte. Für die Nationalmannschaft Andorras wurde er seit 2006 zu bisher 32 Länderspielen berufen.